# Super Bowl XXXV
Super Bowl XXXV je bio završna utakmica 81. po redu sezone nacionalne lige američkog nogometa. U njoj su se sastali pobjednici NFC konferencije New York Giantsi i pobjednici AFC konferencije Baltimore Ravensi. Pobijedili su Ravensi rezultatom 34:7, te tako osvojili svoj prvi naslov prvaka, također drugi zaredom.
Utakmica je odigrana na Raymond James Stadiumu u Tampi u Floridi, kojoj je to bilo treće domaćinstvo Super Bowla, prvo na ovom stadionu.

## Tijek utakmice
| Četvrtina | Vrijeme | Momčad | Informacija o promjeni rezultata                                                                 | Rezultat | Rezultat |
| Četvrtina | Vrijeme | Momčad | Informacija o promjeni rezultata                                                                 | Ravens   | Giants   |
| --------- | ------- | ------ | ------------------------------------------------------------------------------------------------ | -------- | -------- |
| 1         | 6:50    | BAL    | touchdown dodavanjem (Dilfer-Stokley), uspješan pokušaj za dodatni poen (Stoker)                 | 0        | 7        |
| 2         | 1:41    | BAL    | field goal (Stover)                                                                              | 0        | 10       |
| 3         | 3:49    | BAL    | touchdown" nakon osvojene lopte (Starks), uspješan pokušaj za dodatni poen (Stoker)              | 0        | 17       |
| 3         | 3:31    | NYG    | touchdown nakon vraćanja početnog udarca (Dixon), uspješan pokušaj za dodatni poen (Daluiso)     | 7        | 17       |
| 3         | 3:13    | BAL    | touchdown nakon vraćanja početnog udarca (Jer. Lewis), uspješan pokušaj za dodatni poen (Stoker) | 7        | 24       |
| 4         | 8:45    | BAL    | touchdown probijanjem (Jam. Lewis), uspješan pokušaj za dodatni poen (Stover)                    | 7        | 31       |
| 4         | 5:27    | BAL    | field goal (Stover)                                                                              | 7        | 34       |

## Statistika utakmice

### Statistika po momčadima
| Statistika                                                      | New York Giants | Baltimore Ravens |
| --------------------------------------------------------------- | --------------- | ---------------- |
| Prvih pokušaja                                                  | 11              | 13               |
| Ukupno osvojenih jardi                                          | 152             | 244              |
| Broj napada probijanjem                                         | 16              | 33               |
| Ukupno jardi osvojenih probijanjem                              | 66              | 111              |
| Broj napada s kompletiranim dodavanjem/ukupno napada dodavanjem | 15/39           | 12/26            |
| Ukupno jardi osvojenih dodavanjem                               | 86              | 133              |
| Izgubljenih lopti                                               | 5               | 0                |
| Prekršaji (izgubljenih jardi)                                   | 6 (27)          | 9 (70)           |
| Vrijeme posjeda lopte (min:s)                                   | 25:54           | 34:06            |

### Statistika po igračima

#### Najviše jardi dodavanja
| Quarterback         | Dodavanja* | Yds** | TD*** | Int**** |
| ------------------- | ---------- | ----- | ----- | ------- |
| Kerry Collins (NYG) | 15/39      | 112   | 0     | 4       |
| Trent Dilfer (BAL)  | 12/25      | 153   | 1     | 0       |

#### Najviše jardi probijanja
| Igrač             | Pokušaja* | Yds** | TD*** |
| ----------------- | --------- | ----- | ----- |
| Tiki Barber (NYG) | 11        | 49    | 0     |
| Jamal Lewis (BAL) | 27        | 102   | 1     |

#### Najviše uhvaćenih jardi dodavanja
| Igrač                 | Dodavanja* | Yds** | TD*** |
| --------------------- | ---------- | ----- | ----- |
| Ike Hilliard (NYG)    | 3/11       | 30    | 0     |
| Brandon Stokley (BAL) | 3/6        | 52    | 1     |

Napomena: * - broj kompletiranih dodavanja/ukupno dodavanja, ** - ukupno jardi dodavanja, *** - broj touchdownova (polaganja), **** - broj izgubljenih lopti